# 斯德哥尔摩商会仲裁法庭
斯德哥尔摩商会仲裁法院（英文：Arbitration Institute of the Stockholm Chamber of Commerce（简称SCC））成立于1917年，是隶属于瑞典斯德哥尔摩商会的独立国际仲裁机构，也是全球第二大的投资争议解决机构。

## 简历
SCC成立于1917年，隶属于斯德哥尔摩商会但独立于斯德哥尔摩商会，仲裁院设有由3名委员组成的委员会，委员由商会执行委员会任命，任期3年。3名委员中1人充当律师，1人由商界享有声望者担任。仲裁院下设理事会和秘书处。
由于瑞典在政治上处于中立地位，仲裁院本身也具有完善的仲裁法规和丰富的仲裁经验。瑞典也积极参加有关仲裁方面的多个国际公约，愿意根据《联合国国际贸易法委员会仲裁规则》等其他任何规则来审理裁决有关当事人提交给它的任何商事争议。在70年代，美国和苏联承认SSC为中立的东西方贸易争端解决中心。此后，SCC按照其自身规则管理投资争议作出裁定，同时不断扩展其在国际商事仲裁领域上的服务，得到世界上很多国家与地区的承认和执行，成为国际上经常被选用的仲裁院机构之一。
2018年，SSC所处理的案件的争议总价值达133亿欧元。总共登记了152个案件，其中一半（76）是国际争端，涉及来自43个国家的当事方。 在已登记的案件中，有89宗是根据SCC仲裁规则提起的，有52宗是根据SCC快速仲裁规则提起的。

## 机构
- 秘书处

SCC秘书处的职责包括日常案件管理、活动组织和出版物制作等，秘书处由一名秘书长领导。秘书处下设三个分部，每个分部设一名法律顾问和一名办案秘书。秘书处的办公地点位于斯德哥尔摩Brunnsgatan大街2号。
- 理事会

SCC理事会由一名主席、二至三名副主席以及最多十二名其他成员组成，均由为国际商事争议解决领域的专业人士担任。SCC理事会的职能是根据SCC仲裁规则做出决定，这些决定的范围涵盖了初步管辖权、仲裁员任命、仲裁员资格异议和仲裁费用等各方面。 

## 处理程序
SCC理事会在收到当事人申请后，在三个月内会与当事人约定仲裁程序的地点与仲裁人数。若当事人并无约定，理事会根据案件的复杂情况、争议金额以及其他相关情况决定仲裁地点和仲裁员人数。
当仲裁庭收到当事人申请时，需要支付大约3000欧元的注册费，作为仲裁庭费用和管理费用，若当事人未能在申请时支付费用，理事会会为当事人设定期限，如期限到后还沒有支付立案费用，秘书处将不予受理仲裁申请。
当事人可以约定使用仲裁地点的国家法律，并不限制当事人对仲裁规则的修改，但不包括冲突法规则。理事会会考虑案件的争议的性质和情形、适用法律、仲裁地点和仲裁语言以及当事人的国籍。若当事人沒有约定适用的法律，仲裁院会选择最为合适的法律仲裁。
案件的审理过程一般是公开，除非当事人申请闭门审理的理由获得仲裁庭的认同，才能使庭审是不公开进行。根据仲裁协议，使用他国的法律进行仲裁程序时，不能违背瑞典本身的法律体系，才能得到承认与执行。否则瑞典法院不予受理。